# پورسخ تپه
پورسخ تپه مربوط به دوره اشکانیان است و در شهرستان مشگین‌شهر، بخش مرادلو، دهستان ارشق غربی، روستای زرگر گولی بلاغ واقع شده و این اثر در تاریخ ۱۵ دی ۱۳۸۷ با شمارهٔ ثبت ۲۳۹۸۱ به‌عنوان یکی از آثار ملی ایران به ثبت رسیده است.